# Asante Samuel
Asante T. Samuel (6 de janeiro de 1981, Fort Lauderdale, Flórida) é um ex jogador de futebol americano que atuava como cornerback na National Football League. Ele foi selecionado pelo New England Patriots na quarta rodada do Draft de 2003. Samuel ganhou dois Super Bowls com os Patriots. Depois de se transferir para o Philadelphia Eagles em 2008, o jogador acabou sendo negociado com o Atlanta Falcons em 2012, mas foi dispensado no fim da temporada seguinte.